# Bolbbalgan4
Bolbbalgan4 (tiếng Hàn: 볼빨간 사춘기; hay còn được gọi là BOL4 hoặc Blushing Youth hoặc Blushing Puberty; phát âm là Bolbbalgan Sachungi) là một nhóm nhạc nữ Hàn Quốc được thành lập bởi Shofar Music vào năm 2016. Họ đã xuất hiện trên Superstar K6 vào năm 2014 trước khi ký hợp đồng với công ty hiện tại. BOL4 ban đầu là một bộ đôi bao gồm Ahn Ji-young và Woo Ji-yoon. Họ ra mắt với đĩa đơn "Fight Day" từ mini album Red Ickle vào ngày 22 tháng 4 năm 2016. Nghĩa của 사춘기(思春期) là "puberty" trong tiếng Anh. Trong tiếng Hàn, cách phát âm của 사 (思) tương tự như 사 (四=4), do đó tên nhóm đôi khi được rút ngắn thành Bol4.
Bộ đôi tạm thời gián đoạn hoạt động do việc học của Ahn Ji-young về âm nhạc trong nửa đầu năm 2018. Bolbbalgan4 đã ký hợp đồng với King Records, và ra mắt tại Nhật Bản vào ngày 5 tháng 6 năm 2019, với mini album Red Planet (Japan Edition).
Vào ngày 2 tháng 4 năm 2020, Shofar Music thông báo rằng Woo Ji-yoon đã rời nhóm và Ahn Ji-young sẽ tiếp tục quảng bá với tư cách là Bolbbalgan4.

## Hình thành
Jiyoung và Jiyoon đều sinh ra và lớn lên ở thành phố Yeongju, Gyeongsang và là bạn học cùng lớp. Trước đây họ đã từng tham gia Superstar K6 vào năm 2014. Từ khi còn nhỏ, họ đã mơ ước trở thành ca sĩ. Tên gọi của nhóm được xây dựng trên cơ sở rằng họ muốn tạo ra một loại âm nhạc thuần khiết, trung thực chỉ có thể tìm thấy ở tuổi mới lớn. Trong tên gọi của nhóm, Ji-young tượng trưng cho "blushing" (đỏ mặt) bởi vì cô thường nhút nhát, trong khi Ji-youn tượng trưng cho "youth" (thanh xuân) bởi vì cô hành động như một cô gái ở độ tuổi vị thành niên.

## Lịch sử
Năm 2014, Ahn Ji-young và Woo Ji-yoon đăng ký tham gia vào chương trình Superstar K6 nhưng không thành công. Tuy vậy, cả hai chưa từ bỏ nguyện vọng và quyết định ký hợp đồng với công ty Shofar Music - 1 công ty khởi nghiệp nhỏ chưa có tiếng tăm gì trong làng giải trí Hàn Quốc vốn đầy tính cạnh tranh và sự khắc nghiệt. Trước khi ra mắt nhóm đã cộng tác cho nhạc phim của loạt phim Misaeng.
Ngày 22 tháng 4 năm 2016, nhóm ra mắt chính thức với mini album đầu tiên mang tên Red Ickle bao gồm 5 ca khúc.
Ngày 29 tháng 8 năm 2016, nhóm phát hành album phòng thu mang tên Red Planet và nhận được sự chú ý lớn. Ca khúc chủ đề "Galaxy (우주 를 줄게)" đã đạt vị trí thứ nhất trên các bảng xếp hạng Genie, Naver, MelOn và vị trí thứ ba trên Mnet. Ca khúc cũng đạt được vị trí thứ 3 trên bảng xếp hạng Gaon trong hạng mục "National Digital Singles Ranking", vị trí thứ 2 trong hạng mục "Online Downloads For The Week" với 116.197 lượt tải về từ ngày 18 đến 24 tháng 9, và vị trí thứ nhất trong hạng mục "Instiz Chart Singles Ranking" của bảng xếp hạng Instiz. Ca khúc "Galaxy" nhiều lần được đề cử vị trí thứ nhất trong các chương trình âm nhạc như Music Bank và Show Champion.
Ngày 20 tháng 12 năm 2016, nhóm phát hành ca khúc chủ đề "Tell Me You Love Me (좋다고 말해)" cho đĩa đơn Red Planet "Hidden Track". Ca khúc đạt vị trí thứ nhất trên MelOn, Genie, Naver, Bugs, Olleh Music và Soribada. Ca khúc cũng đạt vị trí thứ nhất trên Instiz chỉ sau 3 ngày phát hành.
Đầu năm 2017, Bolbbalgan4 hợp tác với Mad Clown trong ca khúc "Lost Without You" và San E trong "mohae". Hai ca khúc đều đạt vị trí số một trên bảng xếp hạng.
Ngày 13 tháng 6 năm 2017, nhóm phát hành đĩa đơn BolBBalgan4 & 20 Years of Age với ca khúc "We Loved".
Ngày 24 tháng 5 năm 2018, nhóm phát hành album "Red Diary Page.2" với ca khúc chủ đề "Travel" Ca khúc đã đạt giải Đĩa Vàng. Ca khúc này làm mưa làm gió trên nhiều bảng xếp hạng. Trong thời gian ấy, nhóm cũng đã đạt được giải thưởng Âm nhạc Seoul.
Ngày 2 tháng 4 năm 2019, nhóm phát hành mini album "사춘기집 Ⅰ 꽃기운 (Youth Diary 1: Flower Energy)" với ca khúc chủ đề là "Bom (나만, 봄)". Bài hát được đón nhận khá nồng nhiệt bởi các fan hâm mộ.
Ngày 10 tháng 9 năm 2019, BOL4 phát hành mini album "Two Five" với ca khúc chủ đề "Workaholic".
Ngày 15 tháng 1 năm 2020, BOL4 ra mắt đĩa đơn tiếng Nhật với ca khúc chủ đề "LOVE" là bài hát tiếng Nhật đầu tiên của bộ đôi.
Vào ngày 2 tháng 4 năm 2020, Shofar Music thông báo rằng Woo Ji-yoon đã quyết định rời khỏi bộ đôi này với lý do cá nhân, Ahn Ji-young sẽ tiếp tục hoạt động và quảng bá với tên gọi Bolbbalgan4, mặc dù rời nhóm nhưng hai người vẫn giữ mối quan hệ là những đồng nghiệp, tiếp tục giúp đỡ, hỗ trợ nhau trong công việc.
Trưa ngày 29 tháng 4 năm 2020, nữ ca sĩ Ahn Ji-young của BOL4 đã chính thức tiết lộ lịch trình quảng bá cho album sắp phát hành của mình trong thời gian tới và trong lần trở lại này, cô sẽ kết hợp cùng với nam ca sĩ Baekhyun của nhóm EXO.
Ngày 23 tháng 10 năm 2020, công ty chủ quản của ca sĩ Ahn Ji-young đã tiết lộ lịch trình quảng bá cho album sắp phát hành của cô trong thời gian sắp tới.
Ngày 4/11/2020, BOL4 phát hành đĩa đơn mới mang tên "Filmlet" với ca khúc chủ đề là "Dancing Cartoon".
Vào chiều ngày 12/10/2021, trên trang cá nhân chính thức của BOL4 đăng tải hình ảnh được cho là sự xuất hiện trở lại sau gần 1 năm mà ca sĩ Ahn Ji Young, thành viên còn lại của nhóm nhạc Indie BOL4 tạm dừng hoạt động để điều trị căn bệnh (rối loạn lo âu) trước đó của cô. Trên bài đăng, dòng trạng thái 'Butterfly Effect' được cho là tên chủ đề chính thức của cô sau lần trở lại này.
Trở lại sau vài tháng từ đĩa đơn "Butterfly Effect" vào cuối năm 2021, vào ngày 6 tháng 4 năm 2022, trên trang cá nhân chính thức của BOL4 đã đăng tải hình ảnh lịch trình cho mini album "Seoul" chính thức cho màn trở lại lần này. Đĩa mở rộng sẽ được phát hành vào ngày 20 tháng 4. Sau đó sẽ là chuyến lưu diễn của cô từ ngày 14 tháng 5 ~ 15 tháng 5 năm 2022.

## Thành viên
| Tên          | Giới thiệu                                                                                            |
| ------------ | --- |
| Ahn Ji-young | - Hangul: 안지영 - Ngày sinh: 14 tháng 9 năm 1995 (29 tuổi) - Nơi sinh: Yeongju, Gyeongsang, Hàn Quốc |

## Danh sách đĩa nhạc

### Album phòng thu
| Tiêu đề    | Chi tiết album                                                                                                  | Xếp hạng | Doanh thu      | Danh sách bài hát |
| Tiêu đề    | Chi tiết album                                                                                                  | KOR      | Doanh thu      | Danh sách bài hát |
| ---------- | --- | -------- | -------------- | --- |
| Red Planet | - Ngày phát hành: ngày 29 tháng 8 năm 2016 - Hãng đĩa: Shofar Music, NHN Bugs - Định dạng: CD, digital download | 15       | - KOR: 25,646+ | - Galaxy (우주를 줄게) - Fight Day (싸운날) - You - Grumpy (심술) - Hard To Love (나만 안되는 연애) - Chocolate (초콜릿) - Freesia (프리지아) - X Song - Ring (반지) - When You Fall In Love (사랑에 빠졌을 때) |

### Đĩa đơn
| Tiêu đề                                                                                       | Chi tiết EP | Bảng xếp hạng | Bảng xếp hạng | Bảng xếp hạng | Bảng xếp hạng | Doanh thu     |
| Tiêu đề                                                                                       | Chi tiết EP | KOR           | JPN           | JPN Hot       | US World      | Doanh thu     |
| --------------------------------------------------------------------------------------------- | --- | ------------- | ------------- | ------------- | ------------- | ------------- |
| Red Ickle                                                                                     | - Ngày phát hành: Ngày 22 tháng 4 năm 2016 - Hãng đĩa: Shofar Music, NHN Bugs - Định dạng: CD, tải xuống, kĩ thuật số Danh sách bài hát 1. Chocolate (초콜릿) 2. Fight Day (싸운날) 3. Ring (반지) 4. Grumpy (심술) 5. Occasionally (가끔씩)                                                     | 30            | —             | —             | —             | - KOR: 659    |
| Red Diary Page.1                                                                              | - Ngày phát hành: Ngày 28 tháng 9 năm 2017 - Hãng đĩa: Shofar Music, Kakao M - Định dạng: CD, tải xuống, kĩ thuật số Danh sách bài hát 1. Some (썸탈꺼야) 2. Blue 3. Fix Me (고쳐주세요) 4. Imagine (상상) 5. To My Youth (나의 사춘기에게)                                                      | 7             | —             | —             | 9             | - KOR: 13,277 |
| Red Diary Page.2                                                                              | - Ngày phát hành: Ngày 25 tháng 5 năm 2018 - Hãng đĩa: Shofar Music, Kakao M - Định dạng: CD, tải xuống, kĩ thuật số Danh sách bài hát 1. Wind (바람사람) 2. Travel (여행) 3. Starlight (야경) 4. Dear. Teddy Bear (안녕, 곰인형) 5. Clip 6. Lonely                                              | 5             | —             | —             | —             | - KOR: 8,375  |
| Puberty Book I Bom (사춘기집 I 꽃기운)                                                        | - Ngày phát hành: Ngày 2 tháng 4 năm 2019 - Hãng đĩa: Shofar Music, Kakao M - Định dạng: CD, tải xuống, kĩ thuật số Danh sách bài hát 1. Picnic (나들이 갈까) 2. Bom (나만, 봄) 3. Stars Over Me (별 보러 갈래?) 4. Seattle Alone 5. Mermaid                                                     | 16            | —             | —             | —             | - KOR: 5,689  |
| Two Five                                                                                      | - Ngày phát hành: Ngày 10 tháng 9 năm 2019 - Hãng đĩa: Shofar Music, Kakao M - Định dạng: CD, tải xuống, kĩ thuật số Danh sách bài hát 1. Workaholic (워커홀릭) 2. 25 3. XX 4. Taste 5. Day off (낮) 6. XX (Acoustic Ver.)                                                                       | 6             | —             | —             | —             | - KOR: 5,162  |
| Puberty Book II Pum (사춘기집 II 꽃본나비)                                                    | - Ngày phát hành: Ngày 13 tháng 5 năm 2020 - Hãng đĩa: Shofar Music, Kakao M - Định dạng: CD, tải xuống, kĩ thuật số Danh sách bài hát 1. Blank (빈칸을 채워주시오) 2. Hug (품) 3. Leo (나비와 고양이) (feat. Baekhyun (EXO)) 4. Counseling (카운슬링) 5. Dandelion (민들레)                     | 8             | —             | —             | —             | - KOR: 5,536  |
| Seoul                                                                                         | - Phát hành: Ngày 20 tháng 4 năm 2022 - Hãng đĩa: Shofar Music - Định dạng: CD, tải xuống kĩ thuật số, streaming Danh sách bài hát 1. Love story 2. Seoul 3. What make us beautiful (아름다운 건) 4. In the mirror 5. Star (별)                                                                  | 26            | —             | —             | —             | TBA           |
| Love.zip (사랑.zip)                                                                           | - Ngày phát hành: Ngày 16 tháng 4, 2023 - Hãng đĩa: Shofar music - Định dạng: CD, tải xuống kĩ thuật số,... Danh sách bài hát 1. Chase love hard (feat. Hwang Min-hyun 2. FRIEND THE END 3. Rome 4. When love becomes goodbye (사랑이 이별이 돼 가는 모습이) 5. Good night (좋은 꿈 꿔 0224.mp3) | 42            | —             | —             | —             | - KOR: 5,074  |
| Japanese                                                                                      | |               |               |               |               |               |
| Red Planet (Japan Edition)                                                                    | - Ngày phát hành: Ngày 5 tháng 6 năm 2019 - Hãng đĩa: King Records - Định dạng: CD, tải xuống, kĩ thuật số Danh sách bài hát 1. Galaxy (宇宙をあげる) 2. 好きだと言って 3. 喧嘩した日 4. You (=I) 5. Grumpy (意地悪) 6. 私だけダメな恋                                                           | —             | 41            | 63            | —             | - JPN: 1,130  |
| "—" biểu thị các bản phát hành không có bảng xếp hạng hoặc không được phát hành ở khu vực đó. | |               |               |               |               |               |

### Album nhạc phim
| Tên album                            | Ngày phát hành       | Danh sách bài hát                               |
| ------------------------------------ | -------------------- | ----------------------------------------------- |
| Hwarang OST Part 3                   | 27 tháng 12 năm 2016 | 드림(Dream)                                     |
| Ruler: Master Of The Mask OST Part 2 | 17 tháng 5 năm 2017  | 처음부터 너와 나 (You and i from the beginning) |
| Star up OST Part 12                  | 21 tháng 11 năm 2020 | Love Letter                                     |

#### Đĩa đơn
| Tiêu đề                                                                                       | Năm    | Bảng xếp hạng | Bảng xếp hạng | Bảng xếp hạng | Doanh thu         | Chứng chỉ        | Album                           |        |
| Tiêu đề                                                                                       | Năm    | KOR           | KOR Hot       | JPN           | Doanh thu         | Chứng chỉ        | Album                           |        |
| Korean                                                                                        | Korean | Korean        | Korean        | Korean        | Korean            | Korean           | Korean                          | Korean |
| --------------------------------------------------------------------------------------------- | ------ | ------------- | ------------- | ------------- | ----------------- | ---------------- | ------------------------------- | ------ |
| "Fight Day" (싸운날)                                                                          | 2016   | —             | *             | —             | - KOR: 16,260     | —                | Red Ickle                       |        |
| "Galaxy" (우주를 줄게)                                                                        | 2016   | 2             | 36            | —             | - KOR: 2,716,160  | —                | Red Planet                      |        |
| "Hard to Love" (나만 안되는 연애)                                                             | 2016   | 12            | 46            | —             | - KOR: 2,500,000  | —                | Red Planet                      |        |
| "Tell Me You Love Me" (좋다고 말해)                                                           | 2016   | 2             | 19            | —             | - KOR: 2,500,000  | —                | Red Planet 'Hidden Track'       |        |
| "Some" (썸 탈꺼야)                                                                            | 2017   | 1             | 1             | —             | - KOR: 2,500,000  | —                | Red Diary Page.1                |        |
| "To My Youth" (나의 사춘기에게)                                                               | 2017   | 3             | 2             | —             | - KOR: 2,500,000  | —                | Red Diary Page.1                |        |
| "#First Love" (#첫사랑)                                                                       | 2018   | 2             | 2             | —             | —                 | —                | Non-album single                |        |
| "Travel" (여행)                                                                               | 2018   | 1             | 1             | —             | - KOR: 2,500,000  | - KMCA: Platinum | Red Diary Page.2                |        |
| "Wind" (바람사람)                                                                             | 2018   | 20            | 36            | —             | —                 | —                | Red Diary Page.2                |        |
| "Dejavu"                                                                                      | 2018   | 21            | 30            | —             | —                 | —                | Red Diary 'Hidden Track'        |        |
| "Bom" (나만, 봄)                                                                              | 2019   | 1             | 4             | —             | —                 | - KCMA:Platinum  | Puberty Book I Bom              |        |
| "Stars Over Me" (별 보러 갈래?)                                                               | 2019   | 4             | 10            | —             | —                 | —                | Puberty Book I Bom              |        |
| "Mermaid"                                                                                     | 2019   | 22            | 30            | —             | —                 | —                | Puberty Book I Bom              |        |
| "Workaholic" (워커홀릭)                                                                       | 2019   | 1             | 2             | —             | —                 | —                | Two Five                        |        |
| "Leo" (나비와 고양이) (feat. Baekhyun)                                                        | 2020   | 2             | 3             | —             | —                 | —                | Puberty Book II Pum             |        |
| "Hug" (품)                                                                                    | 2020   | 30            | 19            | —             | —                 | —                | Puberty Book II Pum             |        |
| "Atlantis Princess" (아틀란티스 소녀)                                                         | 2020   | 36            | 26            | —             | —                 | —                | Our Beloved BoA #2 - SM STATION |        |
| "Dancing Cartoon"                                                                             | 2020   | 49            | —             | —             | —                 | —                | Filmlet                         |        |
| "Butterfly Effect" (나비효과)                                                                 | 2021   | 23            | _             | _             | —                 | —                | Butterfly Effect                |        |
| "Space" (너는 내 세상이어)                                                                    | 2021   | 43            | _             | _             | —                 | —                | Butterfly Effect                |        |
| Japanese                                                                                      |        |               |               |               |                   | —                |                                 |        |
| "Uchū o Ageru" (宇宙をあげる)                                                                 | 2019   | —             | —             | —             | —                 | —                | Red Planet (Japan Edition)      |        |
| "Watashi no Shishunki e" (私の思春期へ)                                                       | 2019   | —             | —             | —             | —                 | —                | Non-album single                |        |
| "Some"                                                                                        | 2019   | —             | —             | —             | —                 | —                | Non-album single                |        |
| "Love"                                                                                        | 2020   | —             | —             | 48            | - JPN: 720 (Phy.) | —                | Non-album single                |        |
| "Watashi dake, Haru" (私だけ、春)                                                             | 2020   | —             | —             | —             | —                 | —                | Non-album single                |        |
| "—" biểu thị các bản phát hành không có bảng xếp hạng hoặc không được phát hành ở khu vực đó. |        |               |               |               |                   |                  |                                 |        |

### Danh sách giải thưởng và đề cử
| Năm  | Giải thưởng             | Hạng mục                     | Được đề cử  | Kết quả   |
| ---- | ----------------------- | ---------------------------- | ----------- | --------- |
| 2016 | Mnet Asian Music Awards | Nghệ sĩ Nữ Mới xuất sắc nhất | Galaxy      | Đề cử     |
| 2016 | MelOn Music Awards      | Indie Genre Award            | Galaxy      | Đoạt giải |
| 2016 | Gaon Chart K-Pop Awards | Indie Discovery Of The Year  | Bolbbalgan4 | Đoạt giải |
| 2017 | Golden Disk Awards      | Nghệ sĩ Mới Của Năm          | Bolbbalgan4 | Đoạt giải |
| 2017 | Korean Music Awards     | Bài Hát Của Năm              | Galaxy      | Đoạt giải |
| 2017 | Korean Music Awards     | Best Pop Song                | Galaxy      | Đề cử     |
| 2017 | Korean Music Awards     | Nghệ sĩ Mới Của Năm          | Bolbbalgan4 | Đề cử     |